# Pedro Agustín Echevarri Hurtado de Mendoza
Pedro Agustín Echevarri Hurtado de Mendoza (Sestao, 25 de juny de 1756 - Deusto, 6 de març del 1828) fou un polític i militar espanyol, que es distingí en la Guerra del Francès.
En la batalla del Pont d'Alcolea (1808), defensà el pont al front de 3.000 homes de tropa i de civils, disposant de 12 canons, s'ubicà a l'entrada del pont esperant que els francesos a les ordes del general Dupont es presentessin per atacar-lo. En el primer embat assoliren els espanyols refusar l'enemic, però aquests es referen, i atès que els civils no mantingueren la posició, els francesos aconseguiren desbandar-los; per això, abandonada la tropa pels seus auxiliars, aquesta hagué de retirar-se.
Echavarri, amb la seva perícia, assolí que la retirada es fes amb el major ordre. En aquests atacs els francesos perderen uns 200 homes i altre tant ocorregué aproximadament a les hosts espanyoles.
Com a bon absolutista, acabada la guerra fou secretari d'un ministeri de policia creat per a ell (1814 a 1816). Arribà a tinent general (1815), obtingué la Gran Creu de Sant Hermenegild i, per reial decret de 1823, rebé el títol de marquès de la Fidelitat.